# Senoculus uncatus
Senoculus uncatus är en spindelart som beskrevs av Mello-Leitao 1927. Senoculus uncatus ingår i släktet Senoculus och familjen Senoculidae. Inga underarter finns listade i Catalogue of Life.